# Mircea Breazu
Mircea Breazu (n. 22 ianuarie 1946, Sebeș, Alba, România) este actor român de film, radio, teatru, televiziune și voce, activ în România și Germania (din 1979).

## Biografie
S-a născut în 1946, la Sebeș. Mircea Breazu s-a mutat la Timișoara, unde a absolvit Liceul Teoretic Nikolaus Lenau (cu profil german). După bacalaureat, în 1963 se înscrie la Facultatea de Construcții, dar o abandonează din pasiune pentru teatru. După cinci ani de studiu la Facultatea de Teatru și Film (secția germană - română) a primit titlul de "doctor în artă".
A practicat  înotul la ILSA Timișoara, ciclismul, automobilismul și călăria la clubul Steaua București, sub îndrumarea campionului Mihai Timu. În Bătălia pentru Roma (1968-1969) a fost cascador. Joacă în 1969 rolul lui Făt-Frumos în filmul fantastic  Tinerețe fără bătrînețe (regia Elisabeta Bostan).
În 1979 se mută în Germania unde a jucat pe scenă rolul Winnetou până în 2012. A fost actor la Teatrul din Bielefeld timp de trei decenii.

## Distincții
- Ordinul „Meritul Cultural” clasa a V-a (25 decembrie 1967) „pentru merite deosebite în opera de construire a socialismului, cu prilejul celei de-a XX-a aniversări a proclamării Republicii”[3]

## Filmografie
- 1969 Tinerețe fără bătrînețe - Făt-Frumos
- 1971 Mihai Viteazul - prințul Nicolae Pătrașcu
- 1973 Aus dem Leben eines Taugenichts  (Aus dem Leben eines Taugenichts) - studentul
- 1974 Ulzana, căpetenia apașilor (Ulzana) - un locotenent
- 1978 Profetul, aurul și ardelenii
- 1979 Jachetele galbene